# Плиточники
Плиточники — древнемонгольские племена, создавшие культуру плиточных могил.

## Название
Племена плиточников были носителями культуры плиточных могил. Такое название археологической культуры связано с могилами, сооружёнными из вертикально врытых в землю плоских каменных плит.

## Происхождение
Как полагают исследователи, племена плиточников, дунху и хунну вышли из единой этнокультурной общности и имели генетическое родство между собой. Авторы, поддерживающие версию их общего происхождения, считают, что они были протомонголами. При этом в отношении хунну наряду с монгольской версией существуют тюркская, енисейская и другие версии происхождения.

## Распространение

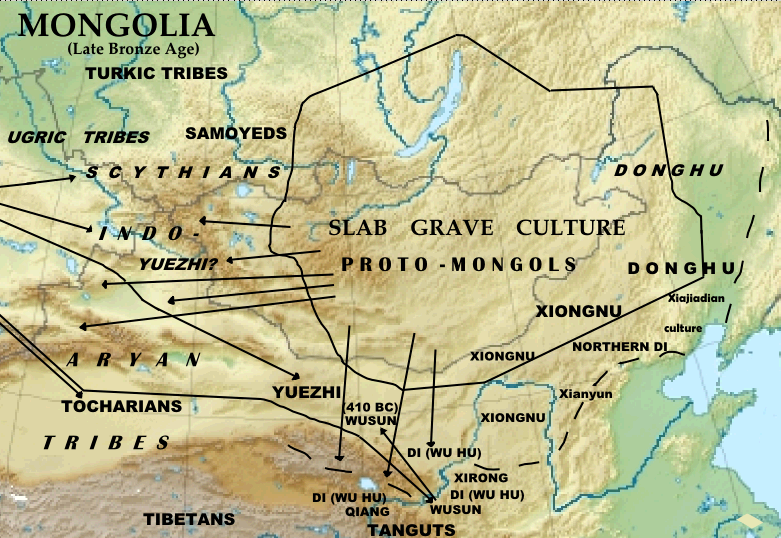
Распространение культуры плиточных могил

Культура плиточных могил охватывала огромную территорию, включавшую в себя Забайкалье, Северный Тибет (Амдо), степную часть Маньчжурии, всю Внутреннюю, Восточную и Центральную Монголию. Занимая эти земли, в дальнейшем плиточники приняли непосредственное участие в этногенезе бурят и монголов.

## Антропология
Антропологически, носители культуры плиточных могил принадлежали к палеосибирскому типу монголоидной расы, к которому антропологи также относят хунну и сяньби.

## История

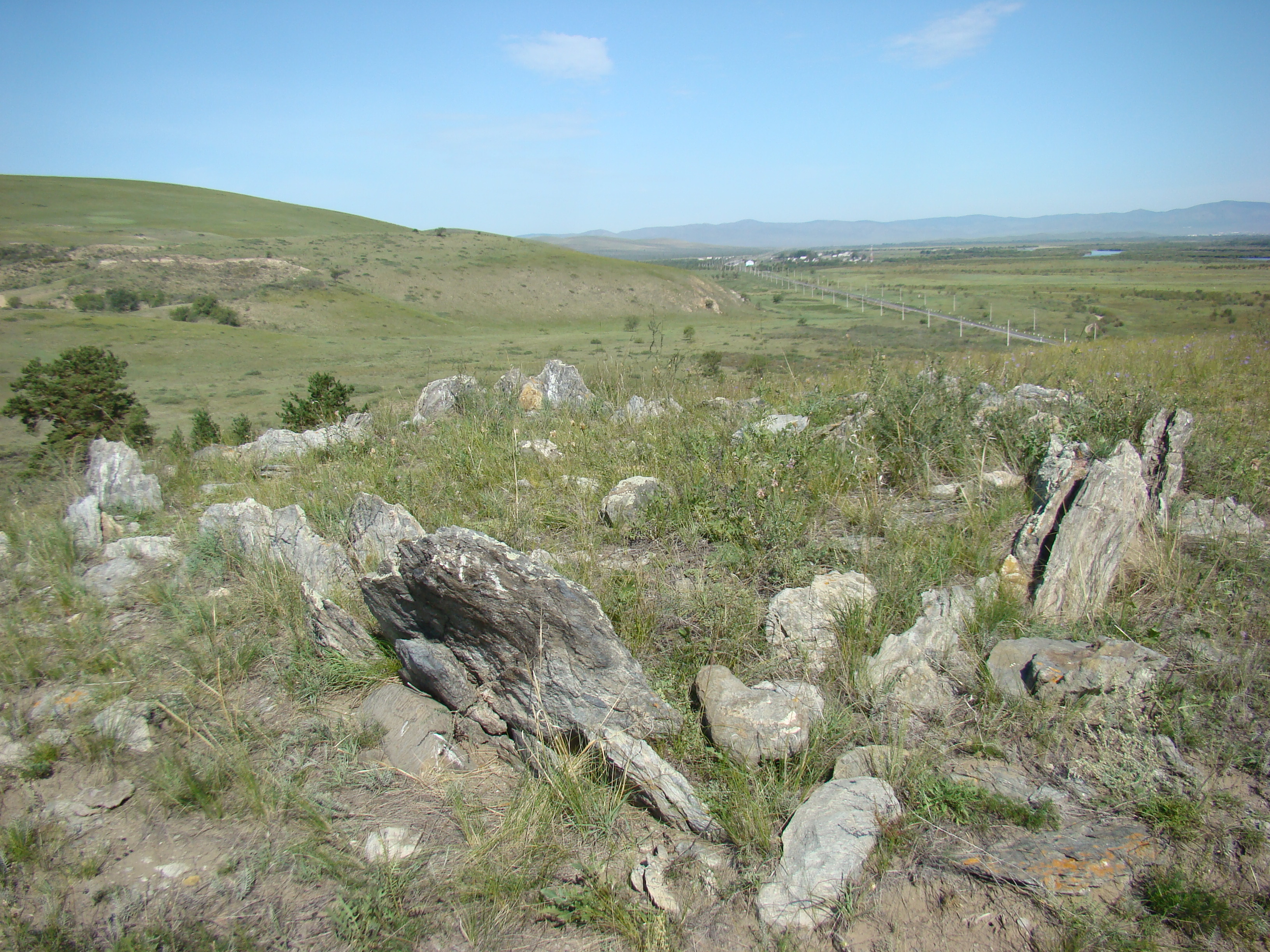
Плиточная могила на горе Бага-Заря в Бурятии

П. Б. Коновалов считает возможным, что появление культуры плиточных могил в Монголии и Забайкалье, явилось следствием вытеснения китайцами кочевых варваров-соседей на Север при создании Чжоуского государства в XI веке до н. э. В погребениях культуры плиточных могил были обнаружены два металлических шлема XI—X веках до н. э., о захвате которых упоминают надписи на чжоуских бронзовых сосудах, описывающих победы над племенем сяньюней.
Хронологические рамки существования царства Чжоу и культуры плиточных могил совпадают, умещаясь в рамках конца II тыс. до н. э. и середины I тыс. до н. э. Культура плиточных могил охватывала границы Древнего Китая, с северо-запада до северо-востока. Как считает Е. В. Бембеев, племена культуры плиточных могил, были племенами сяньюней.
Известный советский археолог А. П. Окладников, исследовавший культуру плиточных могил, пришёл к выводу, что плиточники были близко знакомы с китайской культурой и представляли собой один большой этнический массив, простиравшийся от Северного Китая, Ордоса и Дунбэя до Байкала. В подтверждение своего вывода он приводит такие факты, как единство культуры плиточных могил, бесспорное сходство её погребальных памятников, предметов быта и искусства на всей этой территории.